# Actias maenas
 Actias maenas là một loài bướm đêm trong chi Actias thuộc họ Saturniidae. Loài bướm đêm này sinh sống ở từ Malaysia, đến Sumatra, Java, Philippines và khu vực xung quanh ở Đông Nam Á Nam Á và Nam Á bao gồm dân số trong Tây Ghats.